# Elke Riesenkönig
Elke Riesenkönig (* 9. November 1965 in Viña del Mar) ist eine ehemalige deutsche Ruderin. 

## Sportliche Karriere
Die in Chile geborene Elke Riesenkönig ruderte für den Ruderverein Saarbrücken. Beim Deutschen Meisterschaftsrudern belegte sie im Zweier ohne Steuerfrau von 1983 bis 1986 dreimal den zweiten Platz, 1985 siegte sie mit Heike Neu. Im Vierer mit Steuerfrau siegten Neu und Riesenkönig 1986 in einer Renngemeinschaft.
Riesenkönigs internationale Karriere begann bei den Junioren-Weltmeisterschaften 1983, als sie zusammen mit Heike Neu Zweite im Zweier wurde. Im Jahr darauf waren beide Mitglieder im deutschen Achter, der bei den Olympischen Spielen 1984 in Los Angeles den sechsten Platz belegte. Bei den Weltmeisterschaften 1985 traten Neu und Riesenkönig im Zweier an und belegten den fünften Platz. 1986 in Nottingham wurden die beiden Saarbrückerinnen als Siegerinnen des B-Finales Siebte im Zweier.
Elke Riesenkönig war später viele Jahre für die Öffentlichkeitsarbeit im Münchener Kulturhaus Pelkovenschlössl zuständig.